# Giuseppe Diamantini

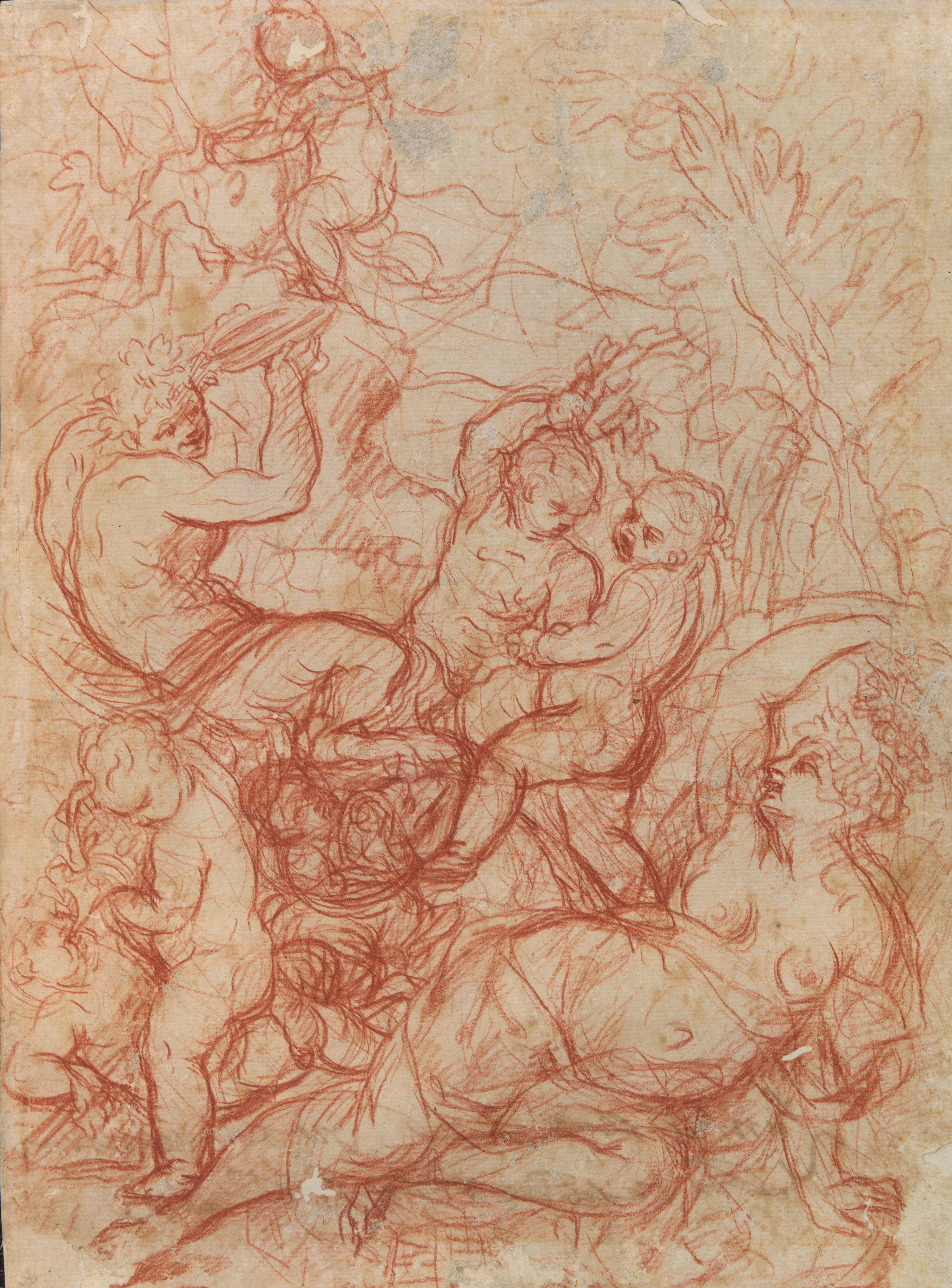
Giuseppe Diamantini, Trionfo di Bacco Biblioteca nazionale del Portogallo

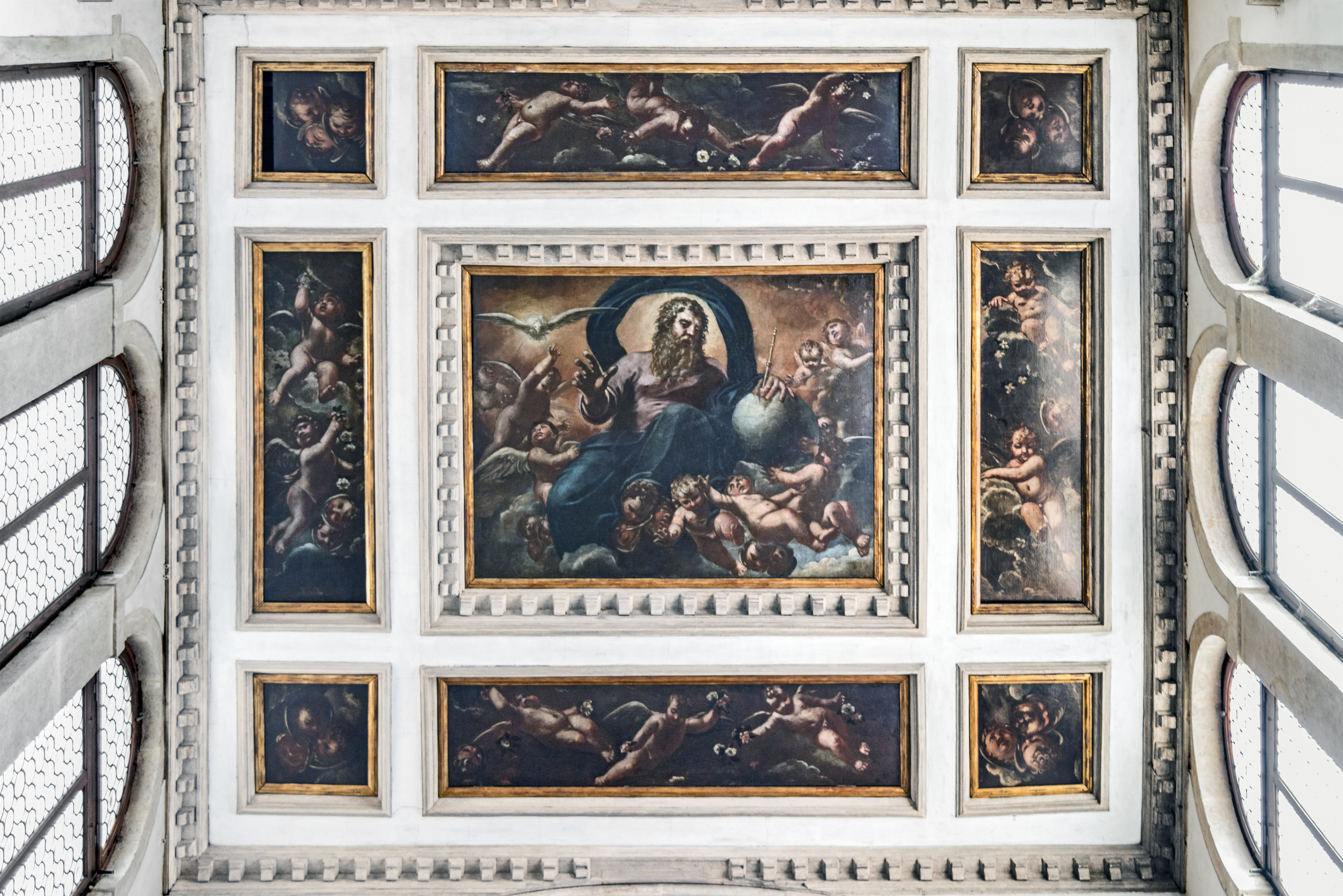
Dio Padre con putti e cherubini

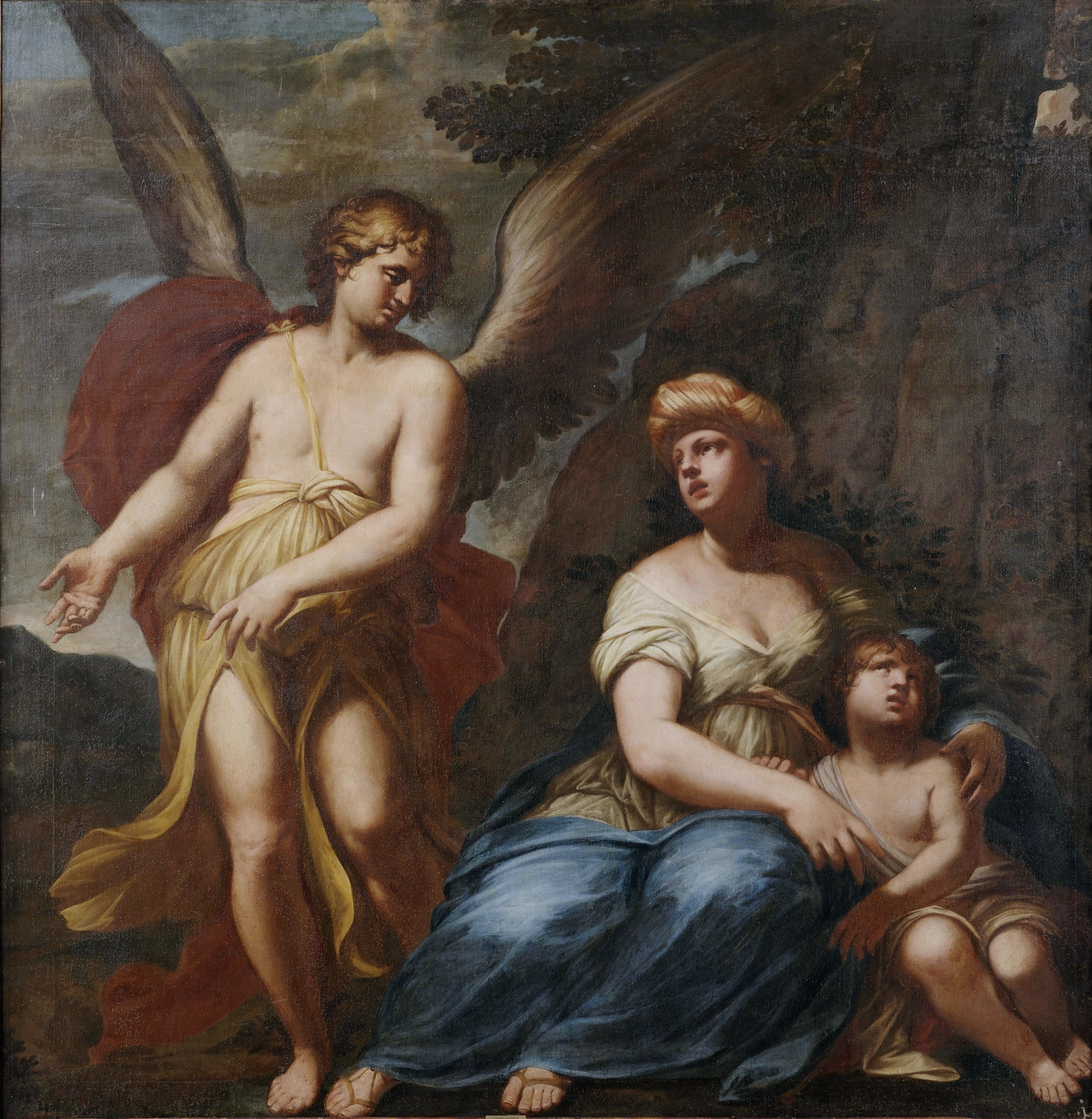
Giuseppe Diamantini, Un angelo, Agar e Ismaele

Giuseppe Diamantini (Fossombrone, 1623 – Venezia, 11 novembre 1705) è stato un pittore, incisore e poeta italiano.

## Biografia
Figlio di Vincenzo e di Vittoria Amici, Giuseppe Diamantini si formò a Bologna, nella bottega di Giovanni Andrea Sirani. Suo fratello Leonardo fu calligrafo, miniaturista e maestro di ballo e un altro fratello, Aldebrando Antonio, fu calligrafo, maestro di scherma e danzatore.
Giuseppe Diamantini ebbe l'opportunità di studiare a Bologna i maestri emiliani, in particolare le incisioni di Simone Cantarini e i dipinti di
Ludovico Carracci. Trasferitosi a Venezia, acquistò notorietà per aver decorato la copertina del libretto d'opera L'inganno riconosciuto di Camillo Contarini.
Fu maestro di Rosalba Carriera e dei pittori Santo Piatti e Giovanni Antonio Lazzari. Versatile e curioso di ogni forma d'arte, coltivò la poesia.
Il suo David con la testa di Golia, già nella raccolta Wallenstein di Dux, è oggi alla Gemäldegalerie di Dresda. Il Caino e Abele e la Visione di San Romualdo sono a Venezia al Museo Correr e il Cupido, dipinto su commissione del conte Rinaldo Silvestri di Rovigo, è nella Pinacoteca del Seminario di Rovigo.
Dipinse ad affresco un Dio Padre con putti e cherubini, sul soffitto della Chiesa di San Giovanni Grisostomo, a Venezia e una Adorazione dei Magi per la chiesa di San Moisè. Due tondi, raffiguranti San Giorgio e San Sebastiano, si trovano nella sacrestia della Chiesa di San Filippo, a Fossombrone.
Raffigurò scene mitologiche per il palazzo Gritti Badoer e realizzò circa 65 acqueforti, lasciando anche molte lastre. I suoi numerosi disegni preparatori presuppongono la realizzazione di opere, andate poi perdute. Nel disegno, a tratteggio veloce e libero, egli rispecchiava lo stile arioso e fresco delle sue incisioni.
I suoi disegni - oggi sparsi in varie collezioni - si conservano a New York (Cooper Hewitt Museum), a Vienna (Albertina), a Stoccarda (Neue Staatsgalerie), a Berlino (Staatliche Museen), a San Pietroburgo (Ermitage), a Milano (Biblioteca Ambrosiana), a Parigi (Museo del Louvre), a Brema (Kunsthalle), a Urbania (Biblioteca comunale), a Venezia (Museo Correr). Per l'opera incisa egli trasse ispirazione da episodi del Vecchio Testamento e del Nuovo Testamento e dalla mitologia classica. Le acqueforti, dal tratteggio rapido anzi concitato, forse le incise direttamente sulla lastra, trascurando per la velocità molti particolari. Per la naturalezza, apprezziamo più i disegni e le incisioni, che i dipinti.